# Thomas Beatie
Thomas Trace Beatie (Honolulu, Estados Unidos, 20 de enero de 1974) es un orador público, activista, escritor, y abogado transgénero estadounidense en cuestiones en relación con la sexualidad, centrado en la fertilidad trans y los derechos reproductivos.
Beatie, un hombre transexual, se sometió a una cirugía de reasignación de género en 2002. Fue conocido como “El hombre embarazado”, tras tener un embarazo a través de inseminación artificial en 2007. Beatie tomó esta decisión, debido a la infertilidad de su mujer Nancy, que fue permitido gracias a la técnica del esperma donado criogénico.
El primer embarazo de Beatie resultó ser un embarazo ectópico de trillizos. Se requirió de cirugía de emergencia, sin embargo, a pesar de hacer todo lo posible, concluyó en la pérdida de los tres fetos. Desde entonces, Beatie ha dado a luz a tres niños.
En 2012, la pareja solicitó el divorcio y este fue calificado como el primer matrimonio impugnado por el tribunal, donde el marido dio a luz. El caso de Beatie ha sido el primero de su tipo en el registro, donde un hombre legal documentado, dio a luz dentro de un matrimonio tradicional con una mujer.

## Primeros años
Beatie nació y creció en Honolulu, Hawái, y fue la primera de dos hijos. Su madre era de San Francisco, además de tener ascendencia inglesa, irlandesa, escocesa y galesa. Su padre, con ascendencia coreana y filipina, nació y creció en Hawái. En su adolescencia, Beatie fue un modelo y finalista del desfile de “Miss Teen Hawaii USA”. Además apareció regularmente en la serie de ejercicios aeróbicos televisados a nivel nacional y en vídeo, “Basic Training” acompañado de Ada Janklowicz. Más tarde se convirtió en un culturista competitivo.
En 1996, Beatie recibió el graduado de la Universidad de Hawái con una licenciatura en Ciencias de la Salud (Pre-med) y posteriormente cursó un “Executive MBA”. En 1997, fundó “Define Normal”.Una compañía de prendas de vestir progresiva, que desde entonces se ha expandido en la marca federal a la producción cinematográfica y de vídeo. Además, compitió en la lucha de contacto completo y fue cinturón negro y campeón del torneo en Taekwondo.

## Transición
A la edad de 10 años, Beatie empezó a identificarse con el género masculino. A los 23 años, comenzó el tratamiento hormonal masculinizante y a vivir la vida como un hombre.
En marzo de 2002, Beatie se sometió a una cirugía de reasignación sexual. Dicho procedimiento, a veces llamado "cirugía superior" o "reconstrucción de tórax", implicó una mastectomía doble, injerto y remodelación areolar y el contorno del pecho para efectuar una apariencia masculina. Debido a que él quería tener hijos biológicos y la esterilización no es un requisito para someterse a un cambio de sexo válido en cualquier parte de los Estados Unidos, mantuvo intactos sus órganos reproductivos internos. Antes del matrimonio, cambió oficialmente su nombre a través de la Oficina del Teniente Gobernador de Hawái. A continuación, pasó por el proceso de cambiar su nombre y marcador de sexo de mujer a hombre en todos sus documentos estatales y federales, incluyendo su certificado de nacimiento, licencia de conducir, pasaporte e índice de seguridad social.
Beatie se casó con Nancy Gillespie, un matrimonio legalmente válido de sexo opuesto, en Hawái el 5 de febrero de 2003. La pareja se mudó a Bend, Oregón en 2005, presentó impuestos estatales y federales y compraron casas juntos como esposo y esposa. Beatie también fue catalogado como "masculino" en su salud y pólizas de seguro de vida. Como hombre, dio a luz sus tres hijos, desde 2008 a 2010.
En febrero de 2012, Beatie eligió tener "una cirugía menor" para modificar más su cuerpo. Su trayecto quirúrgico, realizado por el cirujano transgénero, Marci Bowers, que fue documentado en su segunda aparición de "Doctors”, en 2012. El procedimiento, llamado Metoidioplastia Anular, incluía trasplante de tejido, alargamiento del falo hormonalmente agrandado, así como construcción uretral y alargamiento para crear un pene funcional. Beatie también está considerando una histerectomía.

## Perfil público
La vida de Beatie fue ampliamente publicada después de escribir un artículo en primera persona en la revista nacional LGBT, “The Advocate”, en la cual, describió su situación única y la discriminación médica a la que él y su esposa se estaban enfrentando. Él escribió, "nuestra situación genera incógnitas legales, políticas y sociales ... Los médicos nos han discriminado, alejándose de nosotros debido a sus creencias religiosas." El artículo fue acompañado por una provocativa fotografía de Beatie sin camisa, barbudo y embarazado.
A las pocas semanas de la publicación en línea, las noticias de su historia se difundieron rápidamente a través de los medios nacionales e internacionales. Los países de todo el mundo estaban especulando sobre esto y sensacionalizando su embarazo sin precedentes. En los Estados Unidos, se convirtió en un tema instantáneo para los programas de entrevistas y fue satirizado en la televisión de última hora, como en la de David Letterman, “South Park's” eeh un Pene!, y en “Saturday Night Live” (Andy Samburg se hizo pasar por un Beatie embarazado).
En abril de 2008, Beatie hizo su primera aparición en televisión, en una entrevista exclusiva de una hora de duración, en el “Oprah Winfrey Show”. Durante el programa, habló sobre su derecho del sentido reproductivo de tener un hijo independiente de identidad de género masculino. Comentó: "Tengo una identidad de género masculino muy estable, veo el embarazo como un proceso y no define quién soy. No es un deseo masculino o femenino el querer tener un hijo, es un deseo humano. Soy una persona y tengo el derecho de tener mi propio hijo biológico." En el episodio de Oprah recibió un repunte en "Nielsen Ratings". En la edición del 14 de abril de 2008 de “People”. Beatie fue fotografiada por Mary Ellen Mark para una historia de seis páginas. Beatie entregó a su primer hijo, Susan Juliette Beatie, el 29 de junio de 2008, en el centro médico "St. Charles" en Bend, Oregón. Multitud de tabloides, revistas y fuentes de noticias continuaron informando sobre la historia después de que paparazzis capturaron imágenes de la familia que salía del hospital días después. Patrick Rogers, redactor jefe de la revista "People", dio una entrevista en el "Early Morning Show" de CBS sobre el nacimiento. La edición del 4 de agosto de 2008 de la revista "People", presentó a Beatie con su hija, Susan, compartiendo la portada con el presidente Barack Obama y su familia. La revista ha informado desde entonces sobre la familia Beatie decenas de veces.
El 13 de noviembre de 2008, la periodista Barbara Walters anunció en “The View” que Thomas estaba esperando su segundo hijo, Austin Alexander Beatie ... Al día siguiente, ABC se emitió un 20/20 Barbara Walters entrevista en horario estelar ( "Viaje de un Hombre Embarazado") con Thomas y Nancy Beatie. El 9 de junio de 2009, Beatie dio a luz a su segundo hijo, su primer hijo, Austin Alexander Beatie. El tercer hijo de la pareja, un hijo, Jensen James Beatie, nació a Thomas 13 y medio meses después el 25 de julio de 2010.
“Guinness World Records” 2010, nombró a Beatie como el "primer hombre casado del mundo en dar a luz." En una emisión televisiva de Roma, Italia, “Guinness World Records” le presentó el título de "Unico Uomo Incinto al Mondo", traducido como " Primer hombre embarazado del mundo."
Otras apariciones de televisión para Beatie incluyen “Larry King Live” con Larry King, “The View”, “Good Morning America”, “Anderson Live” con Anderson Cooper, Oprah: "Where Are They Now?", y repetir las características de "The Doctors" y el "Dr. Drew". Beatie ha hecho apariciones personales en más de una docena de programas de entrevistas de televisión internacionales de éxito en países como, España, Grecia, Alemania, Italia, Rumania, Rusia, Japón, Suecia, Polonia y el Reino Unido.
Además, entre agosto y noviembre de 2016, es un concursante en la décima temporada de "Secret Story", la adaptación francesa de Big Brother con el secreto "Soy el primer hombre embarazado nunca". Terminó segundo de la demostración con el 28% del televoto en la final.
Beatie es también orador principal en universidades y colegios.

## Precedente legal y divorcio
El 8 de marzo de 2012, Beatie presentó una petición legal para separarse en el condado de Maricopa, Arizona. Poco después, Nancy convirtió esta petición en un divorcio. Las noticias de la separación con su esposa se filtraron a los tabloides durante un grabado de abril del programa de entrevistas “The Doctors”. Nancy estaba restringida a dos horas de visitas supervisadas con los niños tres veces por semana. En 16 de mayo de 2012, Thomas se adjudicó la custodia temporal exclusiva de sus tres hijos y se le ordenó pagar una pensión alimenticia a Nancy.
El proceso del divorcio se llevó a cabo tal y como se esperaba, hasta el 26 de junio de 2012, cuando el Juez de la Corte Superior de Arizona, Douglas Gerlach, emitió una Orden “Nunc Pro Tunc” que cuestionaba si la Corte tenía jurisdicción sobre el asunto. El caso de Beatie es el primero de este tipo en el registro, en el que un hombre legal documentado dio a luz dentro de un matrimonio tradicional con una mujer, y la primera vez que un tribunal ha impugnado un matrimonio basado en un marido dando a luz. El juez Gerlach declaró que la Corte no ha localizado ninguna autoridad que defina a un hombre (o varón) en términos que contemplen la capacidad de esa persona para dar a luz a sus hijos. Por lo tanto, ¿estamos tratando aquí con un matrimonio del mismo sexo? "Como Hawái actualmente, Arizona no permite matrimonios del mismo sexo, por lo tanto si Beatie fuese reconocido como una mujer, en Arizona no sería aprobado su matrimonio.
Los abogados de Beatie en el Grupo de Derecho de Cantor presentaron un memorando que demuestra que bajo el Estatuto de Arizona, la definición legal de un hombre transgénero está determinado por una serie de operaciones médicas, tratamientos, y finalmente por la aprobación de un médico. "Ya que Arizona y Hawai tienen virtualmente el mismo Estatuto de Cambio de Sexo en este caso aprobaremos que bajo la ley Thomas era un hombre en el momento de su boda. La esterilización no es requerida en ningún estatuto. “Bajo la ley de Arizona y de Hawai Thomas era un hombre en el momento de su matrimonio, y por lo tanto sus tres hijos nacidos durante el matrimonio son legítimos ", Declaró el abogado, David Michael Cantor. El 15 de agosto de 2012, el juez Gerlach ordenó una Audiencia de Evidencia y Argumento Oral el 7 de diciembre de 2012. El “Transgender Law Center” presentó un escrito de amparo para el juicio de diciembre en apoyo del matrimonio de los Beaties y cree que el caso podría ser significativo con respecto al matrimonio, el divorcio y los derechos reproductivos de las personas transgéneras en el estado de Arizona y alrededor del país. El testimonio experto fue proporcionado por el cirujano de reasignación sexual de Beatie, el Dr. Michael Brownstein M.D., en el que el médico explicó que el género es más psicológico que cromosómico. También atestiguó que el procedimiento de reconstrucción de pecho, que Beatie había calificado como una cirugía de cambio de sexo.
El 31 de enero de 2013, un juicio fue decisivo para determinar la custodia, manutención de los hijos, y la división de bienes y deudas, a pesar de que Arizona no es un estado de derecho común. Aunque el matrimonio se puso en duda, los tribunales siguieron con el tema de la custodia de los niños porque tanto Beatie como Nancy adoptaron legalmente cada uno de sus tres hijos en Oregón, en las órdenes de la corte de Oregón, Thomas también fue catalogado como "padre" y Nancy fue catalogada como "madre" en cada certificado de nacimiento, Y cada uno de los cónyuges tenía iguales derechos paternales a la custodia.
El 28 de marzo de 2013, el tribunal dictaminó que tenía una falta de jurisdicción de materia para otorgar a los Beaties un divorcio y que Arizona no tenía que cumplir con la aceptación de certificados de nacimiento o matrimonio fuera del estado. "Si se adopta, ello conducirá a circunstancias en las que el sexo de una persona puede convertirse en una cuestión de capricho y no en un asunto de cualquier norma o política razonable y objetiva, que es precisamente el tipo de resultado absurdo que la ley aborrece". El abogado de Beatie dijo que la sentencia estaba plagada de errores y que confía en que la orden del juez será anulada. La corte también falló para darle a Nancy un proceso legal conjunto de toma de decisiones, custodia física e igual tiempo de crianza de los hijos, ordenando a Beatie pagarle casi $ 240 meses en manutención de menores. Debido a que el matrimonio no se considera válido en Arizona, la pensión alimenticia no se aplicó más, aunque la división de la propiedad lo fuera.
De todos modos el agosto de 2014, un tribunal de apelaciones de Arizona declaró que el matrimonio de los Beaties era válido y que después podrían divorciarse, afirmando que Beatie no debería haber tenido que ser esterilizado para ser legalmente reconocido como un hombre en Arizona o Hawái.
Beatie vive actualmente en Phoenix, Arizona, con sus tres hijos y esposa, Amber Beatie.

## Activismo LGBT
En 2000-2001, Beatie fue el copresidente y presidente de los medios de comunicación para el Movimiento de los Sindicatos Civiles y los Derechos Civiles en Honolulu, Hawái, una organización sin fines de lucro LGBT para la igualdad matrimonial. Él ayudó a organizar y poner en práctica la Marcha de 110 millas a lo largo de la isla, para la igualdad. Además, presionó para que se aprobara la primera ley estatal sobre delitos de odio (que se aprobó en junio de 2001) y trabajó como un consejero para el capítulo 19 de la ciudad y del condado, una política contra la póliza del bullying para la Junta de Educación.
En agosto de 2011, él era el altavoz principal de la abertura para el orgullo de Estocolmo, hablando a unas decenas de miles de personas. Además, encabezó discusiones personales con médicos, políticos y responsables políticos, como apoyo a la abolición de la ley de esterilización para los transexuales suecos. La ley sueca de esterilización forzada para transexuales fue derogada con éxito el 19 de diciembre de 2012.

## Impacto cultural
Beatie pertenece a un pequeño grupo, pero creciente de personas transgénero en los medios de comunicación. Ha traído la atención internacional a las ediciones de la transición y la expresión del género. Además, el nacimiento de Beatie como un hombre plenamente documentado, ha desafiado definiciones sociales y legales de lo que constituye ser un hombre o una mujer. “People Magazine” lo define como un icono de la cultura pop en la edición especial de la revista "Pop Culture: 1000 Greatest Moments 1974 - 2011". Su caso legal es también un precedente para la capacidad de las personas transgénero para ejercer su derecho constitucional a reproducirse y ser reconocido como su sexo legal después de la transición del cambio de sexo.

### Escultura
En mayo de 2010, el escultor londinense Marc Quinn dio a conocer una escultura hecha de mármol de 10 pies de altura de Beatie cuando estaba embarazado de su hija Susan. Marc Quinn dijo, “Creo que una de las principales cosas a recordar es que la atención de los medios de comunicación y las imágenes son momentáneas, mientras que el arte es para siempre… y en 500 años la gente seguirá mirando a la hermosa escultura de [Thomas] y tener una respùesta emocional y de alguna manera definir como fue nuestro tiempo.

### Película
El documental de 2008 “pregnant man” documenta la semana final del embarazo de Beatie y el nacimiento de Susan. El documental fue el programa más exitoso de Discovery en 2008. El documental continúa proyectándose en todo el mundo.

### Cortometraje
En 2015 el editor francés Jan Caplin escribió y dirigió una película corta llamada Hippocampe Inspirada en Thomas Beatie y los intentos de su esposa de tener un niño.

## Publicaciones de Beatie
Poco después de que Susan naciera, Beatie fue autor de su primer libro, “Labor of Love”: La historia del embarazo extraordinario de un hombre (2008). En “Labor of Love”, Beatie describe la lucha por su derecho de tener un hijo. “Publisher's Weekly” dijo que el libro era "Una narrativa única y convincente". “Book List” Lo elogió como "Forzado y sin pretensiones", y el New York Times lo llamó "Desafiante y transformador".
 Otras Obras Incluyen 
- Thomas Beatie: "Trabajo de amor: ¿Está lista la sociedad para este esposo embarazado?" “The Advocate”[101]
- Contribución del libro, Los nuevos transexuales: El siguiente paso en la evolución humana por George Petros, Thomas Beatie, pp. 34-43[102]
- Contribución del periódico sueco a “Aftonbladet”[103]
- Contribución del Libro, Identidad de Género y Orientación Sexual en el lugar de trabajo por Christine Duffy[104]
- Thomas Beatie, "papá contra escorpión," Goodmenproject.com[105]

## Premios y honores
- Barbara Walters, las 10 personas más fascinantes de 2008[106]
- "Details Magazine": 40 hombres más influyentes del mundo[107]
- El vigésimo anual GLAAD “Media Awards” nominado:El show de Oprah Winfrey, el nominado al episodio excepcional de la demostración de la charla, "El hombre embarazado": sujeto Thomas Beatie[108]
- 2009 “Time Magazine”: Time 100 Finalista[109]
- “People Magazine”: Cultura Pop 1000 Grandes Momentos 1974 - 2011[110]
- 2008 “People Magazine”:11 Momentos más impactantes[111]
- “Advocate Magazine”:Gente del Año 2008[112]
- “Time Magazine”: El Top 10 Todo de 2008: Top 10 Historias de noticias raras : # 1 The Pregnant Man[113]
- “Huffington Post”: Top 20 Trans Pionero de 2011[114]
- Hombres guapos (que nacieron mujeres)[115]